# División de Gilgit
La división de Gilgit es una subdivisión administrativa de la provincia de Gilgit-Baltistán en Pakistán.
Como todas las divisiones pakistaníes, fue derogada en 2000 y luego restablecida en 2008.
La división reagrupa los distritos siguientes:
- Ghizer
- Gilgit
- Hunza
- Nagar